# 道老杜苏木
道老杜苏木，是中华人民共和国内蒙古自治区通辽市扎鲁特旗下辖的一个乡镇级行政单位。

## 行政区划
道老杜苏木下辖以下地区：
道老杜嘎查、西热图嘎查、达米花嘎查、南宝力皋图嘎查、胡鲁斯台嘎查、荷叶花嘎查、查干套力皋嘎查、额日格图嘎查、北宝力皋图嘎查、鲁杰嘎查、巴彦芒哈嘎查、新艾里嘎查、苏门塔拉嘎查、巴彦塔拉嘎查、巴彦胡硕嘎查、宝根塔拉嘎查和巴彦芒哈林场。